# 人力運輸
人力運輸是一種人類使用肌肉力量的運輸方式。與使用動物運輸一樣，同是一種由來已久的運輸方式。在人類慬得運用機械之前，這是運輸的唯一選擇。

## 種類

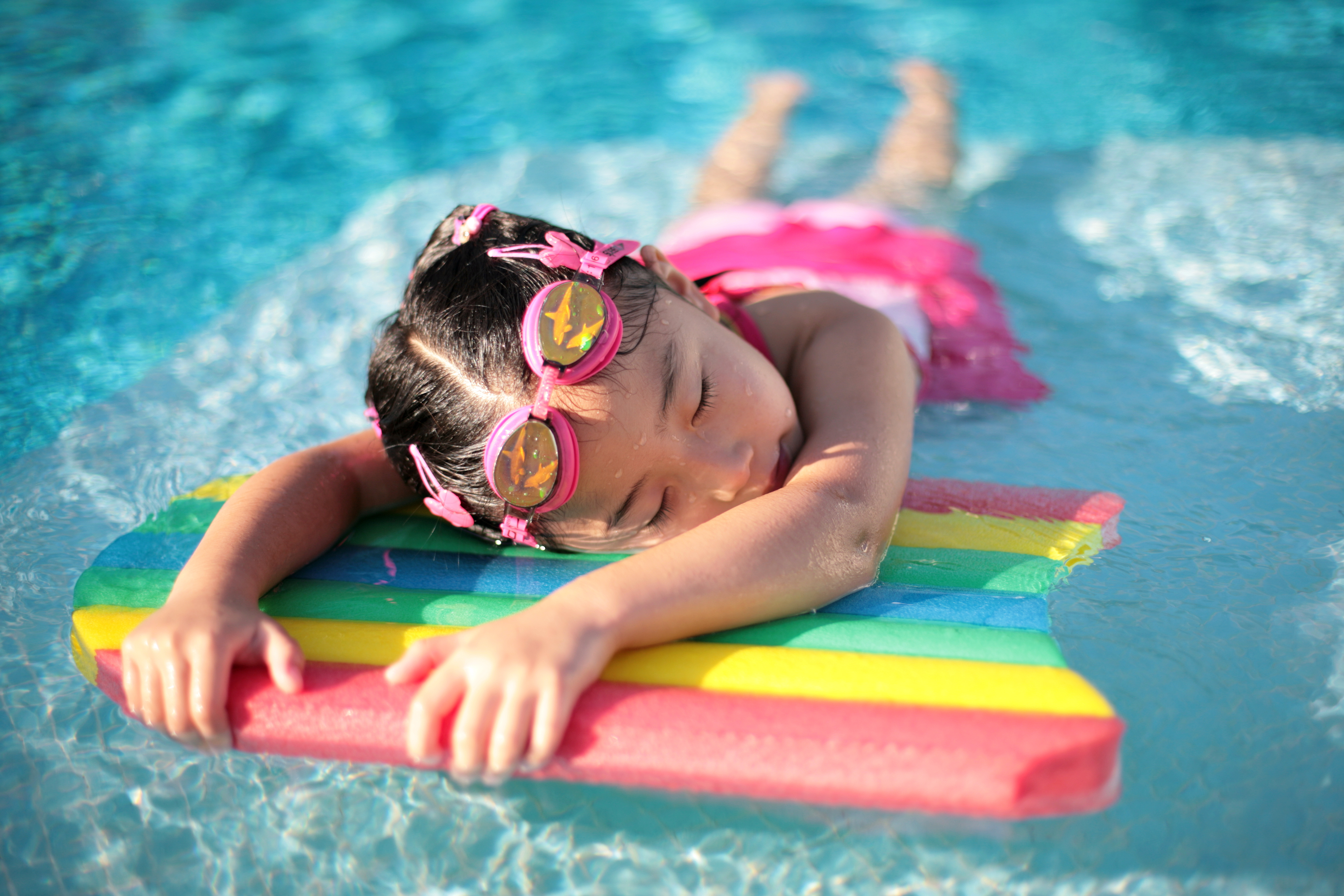
配合浮板來游泳

不同時代的單車款式

### 唯獨利用人體力量
- 步行
- 游泳
- 攀岩

### 人體力量配合工具
- 單車
- 獨木舟
- 滑冰
- 輪式溜冰
- 划船
- 踏板車
- 滑板
- 滑雪
- 人力車
- 轎
- 擔槓

### 人體力量配合工具和大自然
- 人力飛機
- 滑翔機
- 帆船
- 跳傘
- 風箏